# Atco Records
ATCO Records — американский лейбл звукозаписи, основанный в 1955 году. Название является аббревиатурой от ATlantic COrporation. Лейбл принадлежит Warner Music Group и действует как дочернее предприятие Atlantic Records. После нескольких десятилетий бездействия и нечастой активности под сменяющими друг друга лейблами Warner Music компания была перезапущена Atlantic Records в начале 2020 года.

## История компании

### Начало

Оригинальный логотип

Компания Atco Records была основана в 1955 году как дочернее предприятие одним из основателей Atlantic Records, Хербом Абрамсоном, недавно вернувшимся в компанию после военной службы. Лейбл был задуман для работы с теми исполнителями, которые не вписывались в формат основного бренда Atlantic, выпускавшего в то время блюз, джаз, ритм-н-блюз и соул.
Наиболее успешным сотрудничество Atco в ранние годы было с Бобби Дарином и The Coasters. В начале 1960-х Atlantic начинает лицензировать материал из международных источников для выпуска Atco, что приводит к инструментальным синглам-хитам таких исполнителей как Юрген Ингманн, Mr. Acker Bilk и Bent Fabric. Начиная с середины 1960-х, Atco становится силой на растущей рок-сцене, выпуская таких американских исполнителей как Сонни и Шер, Buffalo Springfield и Vanilla Fudge. Хорошие отношения с Робертом Стигвудом привели группы Bee Gees и Cream к сотрудничеству с лейблом.
В 1964 году Atco выпускает в США сингл «Ain’t She Sweet» группы The Beatles (с треком «Nobody’s Child» на обратной стороне, вокалист Тони Шеридан), который был записан в Гамбурге, в 1961. С вокалом Джона Леннона «Ain’t She Sweet» достигает 19-й позиции в хит-параде Billboard Hot 100 в августе 1964 года. Atco также выпустил альбом под названием Ain’t She Sweet с двумя треками Шеридана и гамбургской сессии Битлз, а также заполненный восемью другими песнями Битлз и других групп Британского вторжения, исполненными группой The Swallows.
В 1966 году из-за спора The Who с их продюсером Шелом Талми и разрыва контрактов с американским лейблом Decca Records и британским Brunswick Records ATCO по соглашению с британским лейблом Polydor Records выпустил сингл группы The Who «Substitute» с треком «Waltz For A Pig» на стороне «Б». Это была единственная запись The Who, появившаяся на ATCO, хотя Пит Таунсенд и Джон Энтвисл впоследствии подпишут контракт с ATCO как сольные исполнители, а Роджер Долтри — сольный контракт с Atlantic.
Atco также осуществлял распространение для других лейблов, включая  RSO Records Роберта Стигвуда, Volt Records, Island Records, Modern Records, Rolling Stones Records и Ruthless Records.

### Упадок
Atlantic понизил значимость Atco в середине 1970-х, используя лейбл преимущественно для хард-роковых исполнителей, а также некоторых британских и европейских коллективов. Разнообразие записываемых исполнителей возобновилось в 1980-х. Последним суперхитом Atco того времени был «If Wishes Came True» группы Sweet Sensation, изданный в 1990-м году. В 1991 Atlantic объединяет Atco с новым лейблом Eastwest Records и некоторое время использует комбинацию «Atco/Eastwest Records». К 1993 году название Atco было опущено и лейбл продолжил своё функционирование как Eastwest Records. С тех пор название «Atco» и соответствующий логотип появлялись только на переизданиях старых материалов. По состоянию на середину 2005 года наиболее частым изданием (совместно с Rhino Records) был саундтрек к биографическому фильму о Бобби Дарине «У моря» (с Кевином Спейси в главной роли) с исполнением Спейси классики Дарина.

### Возвращение
В 2006 году Warner Music Group возобновила ATCO Records в связке с Rhino Entertainment. Скарлетт Йоханссон и Арт Гарфанкел были среди первых исполнителей, записавшихся на восстановленном лейбле. Гарфанкел издал песню «Some Enchanted Evening» 30 января 2007, а Йоханссон — альбом Anywhere I Lay My Head 20 мая 2008 года. Queensrÿche выпустили альбом American Soldier с помощью ATCO 31 марта 2009 года, а New York Dolls 5 мая 2009 выпустили альбом Cause I Sez So.
В 2020 году ATCO вернулся под эгиду Atlantic Records. 14 февраля Billboard объявил, что президент подразделения A&R Atlantic Records Пит Ганбарг назначен президентом недавно перезапущенного ATCO Records. Первым контрактом Ганбарга с ATCO стала альтернативная группа из Филадельфии Zero 9:36.

## Известные исполнители, записывавшиеся на лейбле
| - AC/DC - Airrace - Steve Arrington - Back Street Crawler - The Beatles - Bad Company - Джинджер Бэйкер - Bee Gees - Чак Берри - Mr. Acker Bilk - Black Oak Arkansas - Blind Faith - Blue Mountain Eagle - Blue Magic - Сонни Боно (как Сонни) - Buffalo Springfield - The Capitols (Karen) | - Jim Carroll - Change - Шер - Эрик Клэптон - The Coasters - Arthur Conley - Cream - Бобби Дарин - The Spencer Davis Group - Доктор Джон - Dream Theater - Electric Boys - Enuff Z Nuff - Envy - Джон Энтвисл - Julie Driscoll, Brian Auger и The Trinity - Bent Fabric и его Piano | - Fatback - The Fireballs - Flies On Fire - Питер Гэбриэл (первый альбом) - Genesis - R.B. Greaves - Тим Хардин - Donny Hathaway - Humble Pie - Юрген Ингманн - INXS - Скарлетт Йоханссон - Iron Butterfly - Deon Jackson (Карла) - Бен Э. Кинг - King Curtis - Last Words | - Bettye LaVette - Lindisfarne - Loudness - Лулу - Manowar - Mama's Pride - Michel'le (Ruthless/Atco) - Стиви Никс (Modern/Atco) - Гэри Ньюман - Outlaw Blood - Pantera - Pat & The Satelites - The Persuaders - Queensrÿche - The Raindogs - Отис Реддинг (Volt/Atco) - Bob Rivers (Critique/Atco) | - The Robins - The Rose Garden - Roxy Music - Shadows Of Knight (Dunwich/Atco) - Slave - Сонни и Шер - Keith Sweat - Sweet Sensation - The System - Tangier - Nino Tempo & April Stevens - Пит Таунсенд - The Troggs - Vandenberg - Vanilla Fudge - Dee Dee Warwick - Yes |